# Fredrik Berglund
Fredrik Berglund (Borås, 21 marzo 1979) è un ex calciatore svedese, di ruolo centrocampista.

## Palmarès

### Club
- Campionato danese: 1

Copenaghen: 2006-2007
- Coppa di Svezia: 1

Elfsborg: 2001

### Individuale
- Capocannoniere campionato svedese: 1

2000 (18 gol)